# François Mathey
Pour les articles homonymes, voir Mathey.
François Mathey est un conservateur de musée français, né le 17 août 1917 à Ronchamp (Haute-Saône) et mort le 3 janvier 1993 à Coulommiers (Seine-et-Marne). Il a été conservateur, puis conservateur en chef au musée des Arts décoratifs de 1953 à 1985.

## Inspecteur des monuments historiques
Pendant la Seconde Guerre mondiale, François Mathey entre à l'inspection générale des monuments historiques, avant de devenir inspecteur des Monuments historiques en 1950 puis, bien après son parcours professionnel au musée des arts décoratifs de Paris, il est promu inspecteur général en 1979. C'est dans ce corps d'État qu'il devient un « découvreur » et qu'il s'intéresse notamment à l'art sacré. On lui doit, entre autres, la redécouverte de la tête du Christ du tympan de la cathédrale d'Autun, le Saint Joseph charpentier de Georges de La Tour (Besançon) et le Saint Nicolas de Gustave Courbet (en 2013 au musée Courbet d'Ornans).

## Participation à la commission d'art sacré de Besançon
En 1950 sa carrière prend un tournant. Il participe à l'aventure de la chapelle de Ronchamp en Haute-Saône, en accompagnant l'abbé Lucien Ledeur afin de convaincre Le Corbusier de venir bâtir sur la colline de Bourlémont. Avec la Commission diocésaine d'art sacré de Besançon (1945), il est déjà impliqué dans une modernisation des lieux de culte. Ainsi François Mathey siège à cette commission quand Alfred Manessier fait les premiers vitraux abstraits de France aux Bréseux ou que Fernand Léger, Jean Bazaine et Jean Le Moal sont choisis pour décorer l'église d'Audincourt.

## Action de François Mathey au musée des Arts décoratifs
L'amitié qu'il noue avec des artistes modernes lui vaut des inimitiés à l'inspection et, avec le soutien de Jacques Dupont vice-président de l'Union centrale des arts décoratifs (UCAD), il entre au musée des Arts décoratifs.
Il se signale en organisant aux Arts décoratifs des expositions consacrées à des artistes du XXe siècle. Il crée également le Centre de création industrielle (CCI), qui fut par la suite intégré au Centre national d'art et de culture Georges-Pompidou.
Sa première exposition d'envergure au musée des arts décoratifs est, en 1953, celle sur les « Vitraux de France » qui est une réussite en terme scientifique et en nombre de visiteurs. Dès cette année-là, il fait entrer Pierre Belvès au Musée pour créer un atelier de dessin, l'« Atelier des moins de 13 ans », qui est le premier service pédagogique moderne dans un musée français. En 1958 Valentine Schlegel met en place le cours de modelage à l'"Atelier des moins de 15 ans" sur l'invitation de Mathey . Puis en 1955 vient sa première participation à une grande rétrospective, qui est aussi un succès, concernant Pablo Picasso. François Mathey réussit à faire venir Guernica des États-Unis,en en faisant la demande à Alfred Barr (directeur du MOMA). C'est la seule fois, après 1937, que la toile de Picasso est présentée en France. Depuis, aucun musée n'a pu exposer ce chef-d'œuvre.
C'est aussi la première fois qu'une exposition se dote d'un service de presse. Dès lors la mise en valeur de l'art vivant et les grandes rétrospectives vont se multiplier au musée des Arts décoratifs, sous l'impulsion ou la participation imaginative de François Mathey avec le soutien de ses équipes et de sa direction. On retiendra parmi celles-ci :
- 1955 : la première grande exposition de photographie en France autour de Henri Cartier-Bresson[13].
- 1956 : Exposition Fernand Léger[14].
- 1959 : Exposition Marc Chagall[15].
- 1960 : Exposition Jean Dubuffet[16], première rétrospective de cet artiste en France[17].
- 1961 : Exposition Henri Matisse[18] et les premiers papiers découpés présentés au public.
- L'exposition Mark Tobey[19] est une des rares expositions d'ampleurs en France sur ce grand peintre américain et la première exposition sur un peintre américain au musée des Arts décoratifs.
- 1966 : les expositions Balthus, Roger Bissière[20] et François Stahly[21].
- 1969 : la rétrospective Paul Delvaux[22] et surtout la première exposition rétrospective d'Yves Klein[23] après sa mort.

## Les expositions innovantes de Mathey
Mathey a aussi participé à l'organisation des grandes expositions collectives qui ont marqué leur temps et où de nombreux jeunes artistes ont fait leurs premières armes (comme Arman, César, Louis Chavignier, Jean Weinbaum, Bernard Réquichot) ainsi que, pour la première fois en France, de grands peintres européens ont été montrés (Hans Hartung, Pierre Soulages, Lucio Fontana, Francis Bacon, Yves Kein, Jean-Michel Folon, Hantaï, etc.) :
- 1960 et 1962 : les expositions Antagonisme[33] et Antagonisme 2 :l'objet[34]. Pour cette deuxième exposition 150 artistes sont invités à présenter et faire 500 objets. Cela préfigure l'action de François Mathey[35] en matière de design[36] et de la promotion de l'artisanat d'art.
- En 1972, Mathey est le commissaire général de l'exposition du Grand Palais Douze ans d’art contemporain en France, 1960-1972[37] (dite « 72-72 »), qui suscite le scandale et l'intérêt, elle passera à la postérité[38].
- 1973 : Equivoque[39] réunit des peintres pompiers et impressionnistes du XIXe siècle afin de confronter, pour la première fois, ces deux tendances et montrer les limites parfois dans les classements et déclassements dans l'art.
- 1977 : Artiste/Artisan?[40] qui montre qu'il n'y a pas de barrières infranchissables entre les « arts mineurs » et les « arts majeurs » mais une communauté de talents artistiques. Ce sera pour l'orfèvre Goudji la première exposition dans un musée[41].
- 1984 : Sur Invitation[42] qui est un choix personnel de 183 artistes vivant et travaillant en France.

À la demande de Gaëtan Picon, directeur général des Arts et des Lettres, François Mathey propose en 1960 de créer à Paris une « Galerie d'art contemporain », sorte d'anti-musée organisé sur la base d'une sélection historique stricte, pour présenter de façon tournante des œuvres contemporaines afin de mettre en valeur l'actualité artistique, sans volonté de constituer une collection permanente. En 1967 il réussit à faire entrer la collection personnelle de Jean Dubuffet dans une "institution", le musée des arts décoratifs, alors même que l'artiste rejette les structures académiques. L'historien de l'art suisse Michel Thévoz dira de François Mathey: "[il] est un de ceux qui m'ont initié à l'art contemporain. Et surtout, il a ouvert des perspectives singulières, inattendues, transversales. Je pense que ce qu'il a fait dans ce domaine est un travail de découverte et surtout de réception de l'art (...). Mathey savait s'y prendre pour faire participer [le spectateur] et le défaire de ses préjugés.(...) [Dubuffet] avait vraiment l'impression que peu de personnes comprenaient véritablement sa peinture, a fortiori l'Art Brut. D'où l'estime qu'il portait à Mathey".

## Mathey, le design et les métiers d'art
Il fait ensuite partie de l'équipe, dirigée par Robert Bordaz, chargée de concevoir et de réaliser le futur Centre national d'art et de culture Georges-Pompidou. Il n'accède pas au poste de directeur de la nouvelle structure mais, de 1972 à 1976, il dirige au musée des Arts décoratifs le CCI, Centre de création industrielle. Le design et les nouvelles créations, ou les créations du quotidien, sont au cœur de ses préoccupations dès son intégration au musée. En témoignent des expositions peu orthodoxes :
- 1967: La première exposition sur la bande dessinée, Bande-dessinée et figuration narrative.Par la suite François Mathey met en valeur le travail de nombreux artistes-dessinateurs comme André François (1970), Tomi Ungerer[47] (1981) et Tim (1984) dont il organise des expositions[48].
- 1968: Les assises du siège contemporain[49].
- 1970: Bolid Design[50]
- 1974: Ils collectionnent[51],[52].
- 1975: l'exposition de Gaetano Pesce, Le futur est peut-être passé[53].
- 1976:  Les machines célibataires
- 1978: Sucre d'art[54].
- 1980: Les métiers de l'art[55]

Des métiers de l'art, aux artisans, à l'art populaire il n'y a qu'un pas que François Mathey franchit allègrement. En fouillant dans les brocantes ou en passant du temps auprès du peintre et "directeur" du musée de Laduz Raymond Humbert, il donne à l'objet populaire une dimension sacrée.

## François Mathey un acteur majeur de l'art au XXe siècle
En 1962, il présente à la Tate Gallery de Londres une exposition sur l'école de Paris, puis en 1966 il est membre du jury de la Biennale de Venise, en 1967 il sélectionne encore des artistes (Jean Tinguely et Niki de Saint Phalle par exemple) pour le pavillon français de l'Exposition universelle de Montréal, en 1968 il est un des jurys de la Triennale de Milan, de 1967 à 1979 il fait partie du jury de la Biennale de la Tapisserie de Lausanne, en 1970 il participe à l'exposition universelle d'Osaka et dans les années 1980 il est présent en tant qu'acteur de fondations ou de structures publiques (Frac Limousin, Fondation de France, jury des programmateurs du « Grand Louvre »...). Ce touche-à-tout de l'art a donc eu un rôle central dans le développement culturel et artistique de la seconde moitié du XXe siècle, malgré un parcours professionnel méconnu et une reconnaissance officielle tardive. De nombreux spécialistes de l'art reconnaissent aujourd'hui son rôle novateur dans la muséographie et les évolutions essentielles dans la modernisation des expositions.

## Publications
- Les années 1950

- Les grandes directions de la curiosité historique, Cahiers de l'Art Sacré, oct. 1946, pp.23-28
- Projet d'urbanisme universitaire, Connaître, n°7, mars-avril 1947, pp.33-37
- Manet: Olympia, Le Musée des chefs-d’œuvre, Guilde du Livre, 1948
- Les Peintures de Manet, Le Chêne, 1949, introduction
- Vannerie d'hier et d'aujourd'hui, Art et décoration, n°15, 1949, pp.11-19
- Manet, Médecins de France, n°19, 1951, pp. 17-28
- Le XVIIe siècle.Les Tendances nouvelles en Europe de Caravage à Vermeer, Jacques Dupont et François Mathey, coll."Les Grands Siècles de la peinture", Skira, 1951
- Six femmes peintres, Le Chêne, 1951, présentation
- Découverte du Vitrail Français, Art et décoration, n°37, noël 1953, pp.16-20
- Les panoramiques ou le panorama d'une société, Art et décoration, n°36, 1953, pp.7-10
- L'Art des Vikings, Art et décoration, n°40, 1954, pp.8-11
- La Peinture à Troyes au XVIe siècle, Combat-Art, 1er fév. 1954
- Chefs-d’œuvre de la curiosité du monde, Nouvelles littéraires, 10 juin 1954
- Présents princiers, Art et décoration, n°43, noël 1954, pp.1-6
- Châteaux de France, coll. "Trésors de pierres", Les Deux Mondes, 1954
- Picasso, musée des Arts décoratifs, 1955, cat.exp.
- Vrai ou faux, Médecine de France, 1955
- A la découverte des grands musée de France, Grenoble, Nouvelles Littéraires, 1955
- L'atelier des moins de treize ans au musée des Arts décoratifs de Paris,Le Cahier de l'Association des mais du musée pédagogique, Paris, fév. 1955, pp.6-9
- Van Gogh, Auvers-sur-Oise, petite coll. "abc", Fernand Hazan, 1956
- L'Impressionnisme, Bibliothèque aldine des arts, Fernand Hazan, 1956
- Fernand Léger, 1881-1955, musée des Arts décoratifs, 1956, cat. exp.
- Fernand Léger et l'art dit décoratif, Jardin des arts, n°20, 1956, pp.467-470
- L'Eglise de Brou, monographie des Monuments historiques, 1957 (plusieurs rééd.)
- Situation du vitrail en France, Quadrum IV, 1957, pp.85-98
- L'esprit des collections bisontines, Jardin des arts, n°30, avril 1957, pp.369-375
- Nina Tryggvadottir- Vitraux, Paris, 1958, cat.exp., présentation
- Collection Solomon R. Guggenheim, musée des Arts décoratifs, 1958, cat. exp.
- Le musée Guggenheim à Paris, une expérience et une leçon, Le Jardin des Arts, n°43, 1958, pp.455-460
- Tendances modernes, Le Vitrail Français, Deux Mondes, 1958, pp.263-310
- Des vitraux modernes, Connaissance des arts, n°77, 1958
- Les Impressionnistes et leur temps, Fernand Hazan, 1959 (rééd. Hazan 1992 et 2002, rééd. France Loisirs 1993)
- Marc Chagall, musée des Arts décoratifs, 1959, cat. exp.
- Marc Chagall: Œuvres 1909-1918, petite coll. "abc", Fernand Hazan, 1959
- Marc Chagall: Œuvres 1918-1939, petite coll. "abc", Fernand Hazan, 1959
- Chagall: bilan d'une exposition, XXe siècle, n°13, 1959, supplément Chroniques du jour
- Ecole de Paris, 80 Maler der Ecole de Paris, 1900-1959, Wiener Künstlerhaus, Neue Galerie der Stadt Linz, 1959, cat. exp., introduction
- Six artistes, galerie de France, 1959, cat. exp., préface
- Le vitrail des peintres de 1940 à nos jours, Le Jardin des Arts, n°53, mars 1959
- Le jardin de Noguchi, Quadrum, n°6, 1959, pp.38-41

- Les années 1960

- Jean Dubuffet; 1942-1960, musée des Arts décoratifs, 1960, cat. exp.
- Luis Feito, Cimaise, oct.-nov.-déc. 1960, p.106
- Prague, Parsi-Prague, Revue de l'Association France-Tchécoslovaquie, juin 1960, pp.9-11
- Jouets de contemplation, Jardin des Arts, n°74, déc. 1960, pp.61-66
- Alcopley: voies et traces, Paris, galerie Parnasse, 1961, cat. exp., préface
- Marc Chagall: Douze vitraux pour Jérusalem, musée des Arts décoratifs, 1961, cat. exp.
- Henri Matisse. Les grandes gouaches découpées, musée des Arts décoratifs, 1961, cat. exp.
- Mark Tobey, musée des Arts décoratifs, 1961, cat. exp., préface
- Théophilos, musée des Arts décoratifs, 1961, cat. exp., préface
- The Impressionists, éd. Fredericks A. Praeger, 1961.
- Situation de Bissière, XXe siècle, n°20, Noël, 1962
- Barbara Konstan, galerie de Beaune, 1962, cat. exp., préface
- Antagonisme 2- L'objet, musée des Arts décoratifs, 1962, cat. exp.
- Premier livre d'art, Pierre Belvès et François Mathey, Gauthier- Languereau, 1962
- Collections d'Expression Française, musée des Arts décoratifs, 1962, cat. exp., introduction
- L'école de Paris, Londres, Tate Gallery, 1962, cat. exp., préface
- Louis Chavignier, Cimaise, nov.-déc. 1963, pp.22-31, entretien
- Jean Messagier - Quinze années de peinture, galerie Bernheim Jeune et A. Schoeller Jr., 1963, cat. exp., présentation
- Le paysage a-t-il encore sa place dans la peinture actuelle, Connaissance des arts, fév. 1963 p.74
- Bijoux d'artistes contemporains, Quadrum, n°14, 1963, pp.79-94
- Bissière- Journal en images, galerie Jeanne Bucher, 1964, cat. exp., introduction
- Moser, Cimaise, avril-mai 1964, pp.36-46
- Yves Klein et son mythe, entretien avec Pierre Restany, Quadrum, n°18, 1965, pp.79-98
- Le Musée de l'Impressionnisme, petite coll. "abc", Fernand Hazan, 1965
- Trois sculpteurs: César, Roël d'Haese, Tinguely, musée des Arts décoratifs, 1965, cat. exp., préface
- Yves Klein et son mythe, Pierre Restany et François Mathey, Palais des Beaux-Arts de Bruxelles éd., 1966
- Claude Viseux, Sculpture 1964-1965, Paris, Le Point Cardinal, 1965, cat. exp., préface
- L'Œuvre vécue de Bissière, musée des Arts décoratifs, 1966, cat. exp., introduction
- César, Amsterdam, Stedelijk Museum, 1966, cat. exp., préface
- César, Marseille, musée Cantini, 1966, cat. exp., préface
- Dubuffetville, Le XXe siècle, n°26, 1966, pp.60-63
- Bernard Pomey, musée des Arts décoratifs, 1966, cat. exp., préface
- Janik Rozo, Cercle des Arts Plastiques d'Amiens, 1966, cat. exp., préface
- François Stahly- Démarche d'un sculpteur, musée des Arts décoratifs, 1966, cat. exp., préface
- L'impossible perfection, Témoignage Chrétien, 13 oct. 1966
- Le prêtre et l'artiste, L'Art Sacré, sept.-oct. 1966
- Pour un mobilier contemporain, galerie Lacloche, 1966, cat. exp., présentation
- L'objet de notre temps, Quadrum,n°20, 1966, pp.121-126
- Les années 1925, musée des Arts décoratifs, 1966, cat. exp., introduction
- Le Déserteur,peintre d'images, Charles Frédéric Brun, musée des Arts décoratifs, 1967, cat. exp., introduction
- Art brut. Aux Arts décoratifs, la collection Dubuffet témoigne de ce que l'art affleure spontanément dans le monde quotidien, entretien avec Claude Endelmann, Réalités, n°255, avril 1967, pp.74-78
- L'art brut, exposition de l'art brut au musée des Arts décoratifs, La Quinzaine Littéraire, n°26, 15-30 avril 1967
- Le musée des Arts décoratifs reçoit 25 tableaux et 150 dessins du plus anticonformiste des peintres français: Dubuffet au musée, Connaissance des arts, n°184, juin 1967, pp.83-87
- Suite Prisunic de gravures originales contemporaines, préf. de François Mathey et de jacques Gueden, 1967 à 1970
- Carlos- Reliefs et peintures, Paris, 1968, cat. exp., présentation
- Jean Dewasne, musée des Arts décoratifs, 1968, cat. exp.
- Hantaï, Saint-Paul de Vence, fondation Maeght, 1968, cat. exp., préface
- Janik Rozo, galerie La Roue, 1968, cat. exp., préface
- Peintres européens d'aujourd'hui, musée des Arts décoratifs, 1968, cat. exp., préface
- Conclusions sur l'art contemporain, Plaisir de France, avril 1968
- Pentacle, musée des Arts décoratifs, 1968, cat. exp., préface
- Les Assises du siège contemporain, musée des Arts décoratifs, 1968, cat. exp., préface
- Triennale de Milan, Section Française, 1968, cat. exp., préface
- Le strutture del reale nella visione cubista, vol. IV de L'arte moderna, fasc.28-36, F. Fabbri, 1968
- ¨Paul Delvaux, musée des Arts décoratifs, 1969, cat.exp., préface
- Arman- Accumulations Renault, musée des Arts décoratifs, 1969, cat. exp., préface
- César, Cristal-Daum, musée des Arts décoratifs, 1969, cat. exp., entretien
- Jean-Michel Folon, New York, 1969, cat. exp., présentation
- L'Espace déplié de Hantaï, Chronique de l'art vivant, n°1 bis, mars-avril 1969, p.19
- Georges Mathieu, Hachette-Fabbri, 1969
- Henri Nouveau, Pontoise, 1969, cat. exp., présentation

- Les années 1970
- César, Plastiques, Centre national d'Art contemporain, 1970, cat. exp., préface ( Florence, Officine Grafiche, cat. exp., préface)
- César: œuvres 1960-1970, Montreuil, galerie municipale Marie-Thérèse, cat. exp., préface
- Hantaï, Pierre Matisse Gallery, New York, 1970, cat. exp., préface
- Bolide design, musée des Arts décoratifs, 1970, cat. exp., préface
- A Table, musée des Arts décoratifs, 1970, cat. exp. préface
- L'espace collectif, ses signes et son mobilier,Paris, Centre de création industrielle, 1970, cat. exp., introduction
- L'intégration des arts à l'architecture, Les Lettres françaises, n°1350, 9 septembre 1970
- Rue-Vue, imprimerie Draeger, 1970
- Jean-Michel Folon, musée des Arts décoratifs, 1971, cat. exp., préface
- Gaudi, musée des Arts décoratif, 1971, cat. exp., préface
- Vitalité du négatif, Cahiers universitaires catholiques, mars-avril 1971, PP.3-4 n° spécial
- Design français, musée des Arts décoratifs, 1971, cat. exp., préface
- César, Marseille, musée Cantini, cat. exp., 1972
- Jean-Pierre Raynaud à la Régie Renault, Rouge, vert, jaune, bleu, musée des Arts décoratifs, 1972, cat. exp., préface
- Douze ans d'art contemporain en France, Grand Palais, 1972, cat. exp., préface
- Sofinnova, imprimerie Sagim, Paris, déc. 1972
- Metamorphosi dell'oggetto, par Haftman Werner, Milan, 1972, préface
- L'Image du Temps dans le paysage urbain, musée des Arts décoratifs, 1973, cat. exp., préface
- Image et magie: Folon, André François, Ronald Searl, Topor, Pontoise, musée de Pontoise, 1973, cat. exp., préface
- Equivoques - Peintures françaises du XIXe siècle, musée des Arts décoratifs, 1973, cat. exp., préface
- Le Musée Nissim Camondo, 1973, cat. introduction
- Dado, musée Boyijmans-Von Beuningen, Rotterdam, 1974, cat. exp., préface
- Ils collectionnent, musée des Arts décoratifs, Paris, 1974, cat. exp., Adrien Maeght
- Jouets- une sélection du musée de Sonneberg, musée des Arts décoartifs, 1974, cat. exp., préface
- Le Corbusier- Les Tapisseries, musée d'Art et d'Histoire de Genève et musée des Arts décoratifs, 1975, cat. exp.
- Bernard Lagneau - Lieu mécanisé, musée des Arts décoratifs, 1975, cat. exp., préface
- Claude Viseux, Paris, Prisme, 1975, présentation
- Claude Viseux, musée des Arts décoratifs, 1975, portrait
- Mithilda - Les Femmes, leurs peintures et la faveur des dieux, musée des Arts décoratifs, 1975, préface
- Merveilles de la Tapisserie Française, Tokyo, musée d'Art moderne, 1975, cat. exp.
- Des Tapisseries nouvelles, musée des Arts décoratifs, 1975, cat. exp., avant-propos
- Jean Dubuffet; Parachiffres, mondanités et autres peintures de 1975, musée des Arts décoratifs, 1976, cat. exp., préface
- Julio Silva, galerie ABCD, 1976, cat. exp., présentation
- Ratilly-lès-pots - Ratilly-des-arts, Ratilly, musée des Arts déoratifs, 1976, cat. exp., introduction
- Kim en-Joong, Paris, 1977, cat. exp., présentation
- "Desseins de nature",Gérard Singer, galerie Jeanne Bucher, 1977 cat. exp.
- Portraits d'Héléna Rubinstein, musée des Arts décoratifs, 1977, cat. exp., préface
- Cinquantenaire de l'Exposition 1925, musée des Arts décoratifs, 1977, cat. exp., préface
- Broderies au passé et au présent, musée des Arts décoratifs, 1977, préface
- Archéologie de la ville, Centre de création industrielle, 1977, cat. exp., préface
- Artiste/Artisan?, musée des Arts décoratifs, 1977, A propos
- Note sur les trésors nationaux vivants, Barbizier, Bulletin de liaison du Folklore Comtois, avril 1977, pp.433-437
- Max Ernst- Woven by Yvette Cauquil Prince, Charleroi, 1978, cat. exp., présentation
- Yves Rhaye, Chaumont-Giste, 1978, cat. exp., présentation
- Le Réalisme américain du dix-huitième siècle à nos jours, Skira, 1978
- Métiers d'art - 1400 stages, Centre national d'Information et de Documentation sur les métiers d'art dans Annie Carraud, Dessain et Tolra, 1978, introduction
- Les métiers de l'art, le leçon des choses, fragments d'une conversation, Les Cahiers de la culture et de l'environnement, n°4, janv. 1978, pp.46-50
- Propos d'un conservateur, Cahier de l'UCAD, 2ème semestre, 1978, n°1
- Sucre d'art, musée des Arts décoratifs, 1978, cat. exp., postface
- Silvia Julio, par Julio Cortazar, Poitiers, 1979, cat. exp., présentation
- Louttre B. "Coulheures", 1979, cat. exp., préface
- Hans Reichel, Verlag Huber Frauenfeld, Suisse, 1979
- La Famille des portraits, musée des Arts décoratifs, 1979, cat. exp., introduction
- La traversée du temps perdu, musée des Arts décoratifs, 1979, cat. exp., préface

- Les années 1980
- Ronchamp: lecture d'une architecture, par Danièle Pauly, Ophrys, 1980, avant-propos avec René Bolle-Reddat
- Azulejos, musée des Arts décoratifs, 1980, cat. exp., préface
- Les métiers de l'art, musée des Arts décoratifs, 1980, cat. exp., "Lettre au Ministre" et "Objet de l'art, art de l'objet"
- Jack Lenor Larsen, musée des Arts décoratifs, 1981, cat. exp., préface
- Jacqueline et Jean Lerat, maison de la Culture de Bourges, 1981, cat. exp.,avant-propos
- Jules Emile Zingg (1882-1942), Arte, Adrien Maeght, Paris, 1981, préface
- Céramique française contemporaine, musée des Arts décoratifs, 1981, cat.exp., préface
- Piza - Espace en relief, galerie Bellechasse, 1982, cat.exp., présentation
- La crèche de Roland Roure, 1982, cat. exp., présentation
- Sura Dji - Visages et racines du Zaïre, musée des Arts décoratifs, 1982, cat. exp., introduction
- Au bonheur des rues, édition Sous le Vent, 1982, cat.exp., préface
- Jouets français 1880-1980, musée des Arts décoratifs, 1982, cat. exp., préface
- Un petit brin d'art, Mon protège-cahier, maison de la Culture d'Amiens, 1982, cat. exp.
- Verriers Français contemporains, musée des Arts décoratifs, 1982, cat. exp., préface
- Moser, galerie Jeanne Bucher, 1983, cat. exp., publication d'une lettre de Mathey à Moser
- Pionniers de la photographie russe soviétique, musée des Arts décoratifs, 1983, cat. exp., préface
- Les Fouquets, bijoutiers et joailliers à Paris 1860-1960, sous la dir. de M.N. de Gary, musée des Arts décoratifs, Flammarion,1983, cat.exp., préface
- Des expositions aux musées, Le livre des expositions universelles, musée des Arts décoratifs, 1983, cat. exp., préface
- Voyage à travers le temps, Rétrospective Louis Vuiton, musée des Arts décoratifs, 1983, cat. exp., introduction
- Major Kamill, Pécsi galéria, 1984, cat. exp., préface
- Sur invitation, musée des Arts décoratifs, 1984, cat. exp., préface
- L'Affiche dans Un siècle de réclames alimentaires, musée de l'Affiche, 1984, cat. exp., préface
- Jean Amado, le doute et la prière, musée des Arts décoratifs, 1985, cat. exp., préface
- Lyrisme et leçon de choses, Claudie et Francis Hunzinger, Pavillon de Vendôme, Aix-en-Provence, 1985, cat. exp., préface
- Charlotte Perriand - Un art de vivre, musée des Arts décoratifs, 1985, cat. exp., préface
- Tomi Ungerer - Testament (1960-1984), Herscher, 1985, postface
- Art dans Les Années 40 dir. par Anne Bony, Ed. du Regard, 1985
- Chefs-d'œuvre du musée des Arts Décoratifs, musée des Arts décoratifs, 1985, cat. exp., préface
- Les textiles de l'Inde, musée des Arts décoratifs, 1985, cat. exp., préface
- Félicien Rops-1833-1898, musée des Arts décoratifs, 1985, cat. exp., texte de présentation Mort, où est ta victoire?
- Paul Duchein- Les rituels de mémoire, par Alphonse Chave, galerie Chave, Vence, 1986, présentation
- Approche d'André François, André François, Herscher, 1986, pp.6-9
- Hundertwasser ou le voyage sous la pluie et autour du soleil, Flammarion, 1986, pp.9-81
- Le corbusier- Œuvre tissée, par Martine Mathias, Philippe Sers, 1987, présentation
- L'Art décoratif pour copie conforme, Daniel Buren, musée des Arts décoratifs, Flammarion, 1987, cat. exp.
- Un évangile selon Le Corbusier, par René Bolle-Reddat, Les Editions du Cerf, 1987, préface
- Bissière, dans Les Années 50, Ed. du Centre Pompidou, 1988, pp.122-131
- Vitrail et architecture, 2ème biennale du vitrail, Tournus, Narbonne, 1988, préface
- Goudji, galerie Claude Bernard, 1989-1990, cat. exp., introduction
- André Jomelli, plaquette, 1989, introduction
- L'Art de Vivre, deux cents ans de création en France, 1789-1989 , Flammarion, 1989
- La tour Eiffel: un message de cent ans, architecture, mode, peinture, Japon, 1989, cat. exp., préface
- Lettre à la Révolution, recueil collectif, Trois Cailloux-Maison de la Culture d'Amiens, 1989
- Où commence l'usuel? Où finit l'inutile?, La Revue de la céramique et du verre, mars-avril 1989, p.13

- Les années 1990
- Gérard Lachens, ou l'invité du 4ème marché de Poteries de Cliousclat, 1990, cat. exp., préface
- Marie Moulinier, Evreux, Angers, Felletin, Aulnay, Cagnes-sur-mer, 1990-1991, cat. exp., préface
- Andrée Pollier, galerie Anne Blanc, 1990, cat. exp., préface
- Et le Monde auveugle s'en va ailleurs, dans Mark Tobey. Pour un centenaire, galerie Alice Pauli, Lausane, 1990, cat. exp.,préface
- La basilique Notre-Dame de la Paix, Yamassoukro, imprimerie Soledi, Liège, 1990, préface
- Salon d'automne, 1990, cat. exp., présentation de P. Peugniez, notice
- Jean Garneret, petite ville de franche-Comté, Besançon Folklore comtois, 1991, introduction
- Janik Rozo, Automne culturel de Ronchin 1991 et galerie Storme, 1992, cat. exp., préface
- Art graphisme des années 40, Paris, Seuil, Ed. du Regard, 1991
- Tapisseries de peintres, Aubusson, Fécamp, 1991, cat. exp., préface
- Au bonheur des formes- Design français 1945-1992,ouv. coll. sous dir. François Mathey, Seuil, Ed. du Regard, 1992
- Mais ceci est une autre histoire, Terra sculptura, terra pictura, Œuvres de Braque, Chagall, Cocteau, Dufy, Miro, Picasso, Kruitemis museum, 1992, présentation
- Tournez manèges!, Les Dubuffet de Jean Dubuffet, catalogue de la donationau musée des Arts décoratifs, Maeght Editeur, 1992
- Portrait de Daniel Cordier, Cnac magazine, Centre Georges Pompidou, 1992
- En hommage à Raymond humbert, ses amis et leurs passions, musée rural des Arts Populaires de Laduz, 1992, cat. exp., introduction
- François Mathey, "Écrits", choix de textes par Jean-Marie Lhôte, RMN, Paris, 1993

## Décorations
- Commandeur de l'ordre des Arts et des Lettres Il est fait commandeur le 20 novembre 1988[65].
- Chevalier de la Légion d'honneur en 1982.

#### Sur François Mathey et son temps
- François Mathey, "Écrits", choix de textes par Jean-Marie Lhôte, RMN, Paris, 1993
- Brigitte Gilardet, Réinventer le musée – François Mathey, un précurseur méconnu (1953-1985), Les presses du réel, 2014
- Richard Leeman, Le critique, l'art et l'histoire. De Michel Ragon à Jean Clair, Rennes, Presses universitaires de Rennes,2010
- Anne Tronche, L'art des années 1960 - Chroniques d'une scène parisienne, Hazan, 2012
- Catherine Millet, L'Art contemporain en France, Paris, Flammarion, 1987, rééd. Champs Arts, novembre 2015
- Agnès Callu (dir.), Autopsie du musée: Études de cas (1880-2010), Paris, CNRS éd., 2016
- Jean Lauxerois, L'utopie Beaubourg, vingt ans après, Paris, éd. Bibliothèque publique d'information:Centre Georges Pompidou, 1996
- Laurent Fleury, Le cas Beaubourg: mécénat d’État et démocratisation de la culture, Paris, A.Colin, 2007
- Collectif, François Mathey, un conservateur, arearevue)s(, Paris, mars 2002
- Brigitte Gilardet, Paroles de commissaires -Histoires. Institutions. Pratiques, les presses du réel, 2020, avec de nombreux témoignages sur Mathey (à noter l'article sur Michel Thévoz concernant Dubuffet, Mathey et l'Art Brut p.447 à 450 en particulier)

### Interviews ou reportages radio et télévisés
- INA, 1956, Exposition Fernand Léger, archives artistiques, Radio-France, 56 min.
- Bibliothèque historique de la ville de Paris, Art, fonds Jean-Marie Serreau, pages dactylographiées de l'interview de l'émission de radio Plaisir du théâtre sur J.-M Serreau, s.d. Fr. Mathey, pp.54-56
- INA, 18 mars 1969, "L'Avenir du musée" dans l'émission "Indicatif futur: Regards sur le monde à venir", ORTF, 38 min.
- INA, Émission Zig Zag, prod. Antenne 2, du 22 avril 1981 avec Tomi Ungerer et François Mathey
- Tomi Ungerer: portrait, émission Libre et Change, présentée par Michel Polac, prod. Maurice Dugowson, M6, 1988
- Journal télévisé de TFI, 1984, reportage sur François Mathey et interview par Yves Mourousi et Nicole Brisse
- INA, Journal télévisé, 16 mai 1972, reportage d'Adam Saulnier, "Expo 72 art", interview de François Mathey
- INA, Journal télévisé, 27 mai 1972, reportage de Daniel Cazal, Expo 72, interview de François Mathey